# Хольтен, Эмиль
Эмиль Фрост Хольтен (дат. Emil Frost Holten; род. 8 августа 1996, Дания) — датский футболист, нападающий шведского «Эльфсборга».

## Клубная карьера
На молодёжном уровне выступал за «Вирум-Соргенфри», «Люнгбю» и «АБ Гладсаксе». В составе последних дебютировал на взрослом уровне в первом датском дивизионе 25 июля 2014 года в игре с «Люнгбю», появившись на поле в конце второго тайма. Затем выступал за «Нюкёбинг». В июле 2019 года перешёл в «Силькеборг». 21 июля во встрече с «Хорсенс» дебютировал в чемпионате Дании, выйдя на замену на 76-й минуте. По итогам сезона клуб вылетел в первый дивизион, но спустя год занял второе место и вернулся обратно. В июле 2021 года перешёл в «Эсбьерг». За два года, проведённых в клубе, принял участие в 75 матчей во всех турнирах, в которых забил 38 мячей и отдел 13 голевых передач.
13 августа 2024 года перешёл в шведский «Эльфсборг», с которым подписал контракт, рассчитанный на четыре года.

## Достижения
Силькеборг
- Второе место в 1-м дивизионе: 2020/2021